# Karol Zalewski
Karol Zalewski (Reszel, 7 agosto 1993) è un velocista polacco.

## Palmarès
| Anno | Manifestazione  | Sede           | Evento        | Risultato  | Prestazione | Note                                     |
| ---- | --------------- | -------------- | ------------- | ---------- | ----------- | ---------------------------------------- |
| 2011 | Europei U20     | Tallinn        | 200 m piani   | Batteria   | dq          |                                          |
| 2012 | Mondiali U20    | Barcellona     | 200 m piani   | 4º         | 20"54       |                                          |
| 2012 | Mondiali U20    | Barcellona     | 4×100 m       | 4º         | 39"47       |                                          |
| 2012 | Mondiali U20    | Barcellona     | 4×400 m       | Argento    | 3'05"05     |                                          |
| 2013 | Europei U23     | Tampere        | 200 m piani   | Oro        | 20"41       | Miglior prestazione personale            |
| 2013 | Europei U23     | Tampere        | 4×100 m       | Argento    | 38"81       |                                          |
| 2013 | Mondiali        | Mosca          | 200 m piani   | Semifinale | 20"66       |                                          |
| 2013 | Mondiali        | Mosca          | 4×100 m       | Batteria   | 38"51       |                                          |
| 2014 | World Relays    | Nassau         | 4×100 m       | 13º        | 39"31       |                                          |
| 2014 | Europei         | Zurigo         | 200 m piani   | 8º         | 20"58       |                                          |
| 2014 | Europei         | Zurigo         | 4×100 m       | 6º         | 38"85       |                                          |
| 2015 | Europei indoor  | Praga          | 400 m piani   | Semifinale | 46"84       |                                          |
| 2015 | Europei indoor  | Praga          | 4×400 m       | Argento    | 3'02"97     | Record nazionale                         |
| 2015 | World Relays    | Nassau         | 4×200 m       | 4º         | 1'22"85     |                                          |
| 2015 | World Relays    | Nassau         | 4×400 m       | 9º         | 3'05"13     |                                          |
| 2015 | Europei U23     | Tallinn        | 200 m piani   | Oro        | 20"49       |                                          |
| 2015 | Europei U23     | Tallinn        | 4×100 m       | Batteria   | dq          |                                          |
| 2015 | Europei U23     | Tallinn        | 4×400 m       | Argento    | 3'05"35     |                                          |
| 2015 | Mondiali        | Pechino        | 200 m piani   | Batteria   | 20"77       |                                          |
| 2016 | Europei         | Amsterdam      | 200 m piani   | Semifinale | 20"69       |                                          |
| 2016 | Europei         | Amsterdam      | 4×100 m       | 6º         | 38"69       |                                          |
| 2016 | Giochi olimpici | Rio de Janeiro | 200 m piani   | Batteria   | 20"54       |                                          |
| 2018 | Mondiali indoor | Birmingham     | 4×400 m       | Oro        | 3'01"77     | Record mondiale                          |
| 2018 | Europei         | Berlino        | 400 m piani   | 4º         | 45"34       |                                          |
| 2018 | Europei         | Berlino        | 4×400 m       | 5º         | 3'02"27     |                                          |
| 2019 | Europei indoor  | Glasgow        | 400 m piani   | Semifinale | dns         |                                          |
| 2019 | World Relays    | Yokohama       | 4×400 m       | 15º        | 3'04"90     |                                          |
| 2019 | World Relays    | Yokohama       | 4×400 m mista | 5º         | 3'20"65     |                                          |
| 2021 | World Relays    | Chorzów        | 4×200 m       | dq         | dq          |                                          |
| 2021 | World Relays    | Chorzów        | 4×400 m       | Batteria   | 3'05"04     |                                          |
| 2021 | Giochi olimpici | Tokyo          | 400 m piani   | Batteria   | 2'15"38     |                                          |
| 2021 | Giochi olimpici | Tokyo          | 4×400 m       | 5º         | 2'58"46     |                                          |
| 2021 | Giochi olimpici | Tokyo          | 4×400 m mista | Oro        | 3'09"87     | Record olimpico · Record europeo         |
| 2022 | Mondiali        | Eugene         | 4×400 m       | 9º         | 3'02"51     | Miglior prestazione personale stagionale |
| 2022 | Mondiali        | Eugene         | 4×400 m mista | 4º         | 3'12"31     |                                          |
| 2022 | Europei         | Monaco         | 400 m piani   | 6º         | 45"62       |                                          |
| 2022 | Europei         | Monaco         | 4×400 m       | Batteria   | 3'02"95     |                                          |
| 2023 | Mondiali        | Budapest       | 400 m piani   | Batteria   | 46"53       |                                          |
| 2023 | Mondiali        | Budapest       | 4×400 m mista | 8º         | 3'15"49     |                                          |
| 2024 | Europei         | Roma           | 400 m piani   | Semifinale | dns         |                                          |
| 2024 | Europei         | Roma           | 4x400 m       | Batteria   | dq          |                                          |
| 2024 | Europei         | Roma           | 4x400 m mista | 7ª         | 3'15"32     |                                          |
| 2024 | Giochi olimpici | Parigi         | 4×400 m mista | 7º         | 3'12"39     |                                          |

## Altre competizioni internazionali
2021
- Campionati europei a squadre di atletica leggera ( Chorzów)